# Multitrajet
Le multitrajet (multipath en anglais), en télécommunications sans fil (par ondes radio), est un phénomène qui se produit lorsqu’un signal radio se propage par plusieurs chemins entre son  point d'émission et son antenne de réception. Le signal ainsi reçu peut être atténué pour diverses raisons : la réflexion (notamment sur l’ionosphère), la réfraction, la diffraction par des obstacles naturels ou des bâtiments.
En télévision analogique, le multitrajet entraîne l’apparition d’une "image fantôme", copie atténuée de l’image principale.
Pour les communications radio, tout déplacement de l'antenne de réception, même très court par rapport à la distance parcourue par le signal, peut être très long par rapport à la longueur d'onde, et donc entraîner des changements importants de la qualité du signal reçu.

## Description
Le multitrajet peut être modélisé par une réponse impulsionnelle qui comprend atténuation, délai du signal, et modification de la phase sur toutes les versions du signal.
Si {\displaystyle r(t)} est le signal reçu, {\displaystyle u(t)} le signal émis:
{\displaystyle r(t)=\Re e\{\sum _{n=0}^{N(t)}\alpha _{n}\ u(t-\tau _{n})\ e^{j(2\pi f_{c}(t-\tau _{n})+\phi _{n})}\}}
Réponse impulsionnelle :
{\displaystyle h(\tau ,t)=\sum _{n=0}^{N(t)}\alpha _{n}(t)\ e^{-j\phi _{n}(t)}\delta (\tau -\tau _{n}(t))}
Les effets du multitrajet sont contradictoires : interférences constructives ou destructives suivant la phase des versions reçues du signal .
Si le délai maximal {\displaystyle \tau _{m}} est très inférieur à {\displaystyle {\frac {1}{B}}}, les composants du multitrajet ne peuvent pas être distingués. On a alors affaire à une atténuation de bande étroite. Dans ce cas, l’enveloppe du signal reçu suit une loi de Rayleigh en absence de chemin direct (line-of-sight) entre l’émetteur et le récepteur. Autrement, elle suit une loi de Rice.
Si {\displaystyle \tau _{m}>>{\frac {1}{B}}}, l'atténuation est dite de large bande.

## Modèle de Saleh Valenzuela

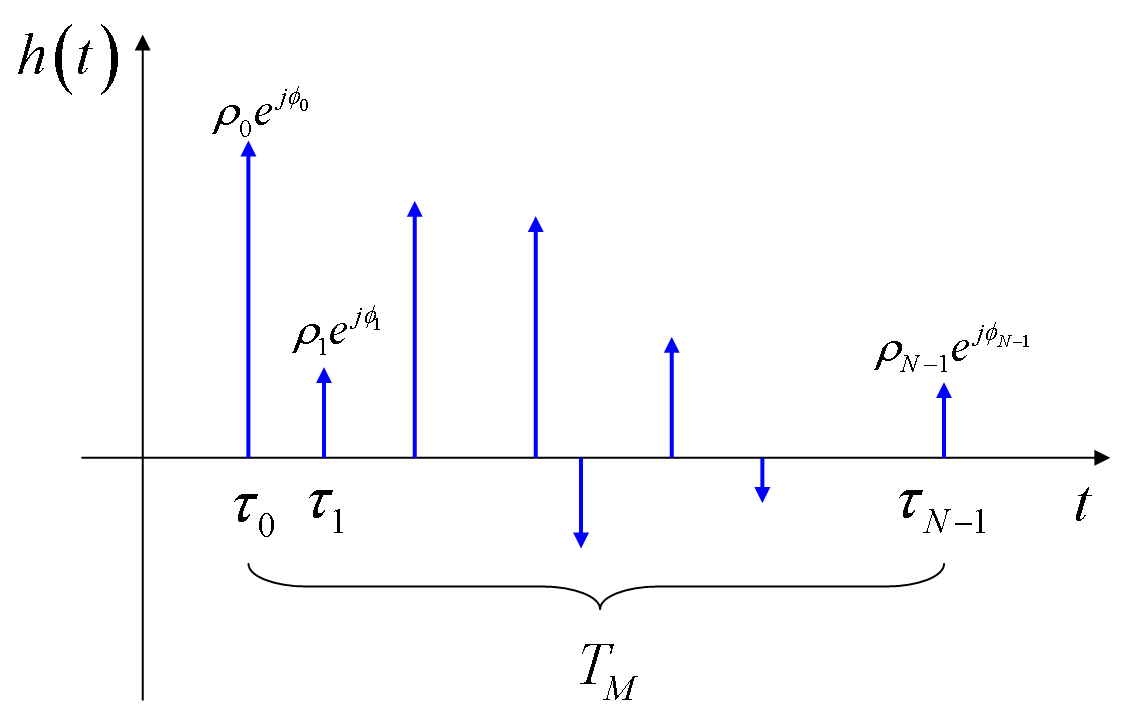
Modèle mathématique d'une réponse impulsionnelle multitrajet.

Le modèle de Saleh Valenzuela est le plus utilisé pour la modélisation du multi-trajet en intérieur (environnement "indoor") Ce modèle prend en compte la réception des signaux retardés par clusters. Les différents signaux reçus retardés arrivent donc par paquets. L'espacement des paquets ainsi que l'espacement des signaux dans chacun des paquets suivent une loi de Poisson. La diminution de l'amplitude des clusters retardés est exponentielle tout comme la diminution de l'amplitude des pics dans chaque cluster.
On peut par conséquent écrire la réponse impulsionnelle du canal :
{\displaystyle h(t)=\sum _{l=0}^{\infty }\sum _{k=0}^{\infty }\beta _{kl}e^{j\theta _{kl}}\delta (t-T_{l}-\tau _{kl})}
Dans cette formule {\displaystyle \delta } désigne le symbole de Kronecker {\displaystyle \beta } est l'amplitude du trajet correspondant et {\displaystyle \theta } sa phase.

## Distribution des amplitudes[2]
Les amplitudes des signaux reçus après avoir suivi différents trajets peuvent être modélisées grâce à la théorie des probabilités. En effet, lorsqu'il existe un trajet direct entre l'émetteur et le récepteur (LOS), on peut modéliser l'amplitude des signaux reçus par une loi de Rayleigh. Dans ce cas là, le trajet direct est prédominant. La densité de probabilité d'une loi de Rayleigh a pour expression :
{\displaystyle f(x;\sigma )={\frac {x}{\sigma ^{2}}}\exp \left({\frac {-x^{2}}{2\sigma ^{2}}}\right)}
où {\displaystyle \sigma } désigne la variance
Lorsqu'il n'y a pas de visibilité directe entre l'émetteur et le récepteur (NLOS), tous les signaux ont subi au moins une diffusion sur un obstacle et l'amplitude des signaux suit une distribution de Rice qui a pour expression :
{\displaystyle f(x|\nu ,\sigma )={\frac {x}{\sigma ^{2}}}\exp \left({\frac {-(x^{2}+\nu ^{2})}{2\sigma ^{2}}}\right)I_{0}\left({\frac {x\nu }{\sigma ^{2}}}\right)}
où I0(z) est la fonction de Bessel modifiée de première espèce et d'ordre 0. {\displaystyle \sigma } est la variance et  {\displaystyle \nu } la moyenne
Il est possible d'utiliser la distribution de Nakagami.
{\displaystyle f(x;\,m,\omega )=\displaystyle {\frac {2m^{m}}{\Gamma (m)\omega ^{m}}}x^{2m-1}\exp \left(-{\frac {m}{\omega }}x^{2}\right)}
où {\displaystyle \Gamma } est la fonction gamma et m est un paramètre qui peut être modifié pour obtenir les deux lois décrites ci-dessus.

## Systèmes multi-antennes
Les systèmes multi-antennes utilisent le principe du multi-trajet, en effet, plus il y a de multi-trajets et plus l'ajout d'antennes permet d'augmenter la capacité du canal.
Pour ce type de systèmes, une généralisation du modèle de Saleh-Valenzuela via le modèle utilisé par le 3GPP ou des modèles tels que le modèle Winner II. Ces modèles utilisent le principe des clusters de trajets.